# Дроздов, Сергей Александрович
Серге́й Алекса́ндрович Дроздо́в (28 января 1955, Гомельская область, БССР, СССР — 18 ноября 2012, Тамбов, Россия) — певец, гитарист, солист вокально-инструментального ансамбля «Синяя птица» с 1974 по 1988 год. Получил известность в 1970-х годах как первый исполнитель популярных в СССР лирико-романтических шлягеров «Там, где клён шумит…», «Ты мне не снишься», «Я иду тебе навстречу», «Белый теплоход». Обладавший уникальным тембром голоса Дроздов (лидер-вокал, гитара, бас-гитара) был наиболее характерным вокалистом ансамбля и придавал «Синей птице» яркое и запоминающееся звучание. По оценке «Российской газеты», Дроздов являлся одним из узнаваемых голосов в Советском Союзе.

## Биография
Родился и вырос в деревне Мильча под Гомелем (Беларусь) в семье рабочего завода и повара детского сада. Любовь к песне 5-летнему Сергею передала бабушка. Окончил музыкальную школу по классу балалайки, два курса учился в Гомельском музыкальном училище им. Н. Ф. Соколовского. В армии не служил, по собственному признанию, из-за проблем с заиканием.
Работал в художественной самодеятельности в Гомеле, играл на танцах, пел в ВИА «Мы, вы и гитары» и «Голоса Полесья». Лауреат городских и республиканских конкурсов. В 1974 году создатели куйбышевского ансамбля «Синяя птица» братья Михаил и Роберт Болотные пригласили молодого одарённого исполнителя в коллектив.
После женитьбы в 1977 году переехал к супруге в Тамбов, где прожил всю оставшуюся жизнь. Всегда мечтал о сольной карьере. Из-за недостатка телевизионных эфиров в советскую эпоху в лицо Дроздова публика знала мало, имя солиста в телетрансляциях тогда не называлось.
В составе ансамбля записал более 80 % всего репертуара. 46 песен исполнил сольно.
В 1970—1980-х годах группа собирала в городах по три стадиона в день.
В составе популярной в СССР группы Дроздов исполнял любовно-романтические хиты, среди них — «Там, где клён шумит…» (песню в музыкальной версии Юрия Акулова со словами Леонтия Шишко в 1964 году впервые исполнила Людмила Зыкина, однако её версия не стала популярной), «Мамина пластинка», «Я иду тебе навстречу», «На перепутье», «Так вот какая ты!», «Горько!» и многие другие, ставшие широко известными и узнаваемыми в СССР благодаря неповторимому голосу Дроздова.
В 1984 году заочно окончил Тамбовский филиал Московского государственного института культуры по специальности дирижёр-оркестрант.
В 1991 году, после возвращения из гастролей по США, в творчестве ансамбля наступил продолжительный перерыв, в прежнем составе артисты больше не собирались. Пытался начать сольную карьеру.
В 1999 году предпринял первую попытку возродить творческий коллектив — вместе с новым художественным руководителем Алексеем Комаровым, с согласия и одобрения одного из основателей ансамбля Роберта Болотного. Однако в 2002 году Сергей покинул группу с тем, чтобы посвятить себя сольной карьере.
В 2002 году основал группу «Синяя птица Сергея Дроздова». Группа с переменным успехом гастролировала по стране и за её пределами (Белоруссия, Украина, Германия). Из «золотого» состава ансамбля Дроздов периодически привлекал солиста Сергея Лёвкина (14 ноября 1951 — 4 ноября 2006) и постоянно гитариста Владимира Гапонова. 30 октября 2006 года в Санкт-Петербурге состоялся концерт «Золотые голоса „Синей птицы“»: Сергей Дроздов, Сергей Лёвкин, Светлана Лазарева. Через пять дней после концерта Лёвкин скоропостижно ушёл из жизни.
В 2010—2011 годах Дроздов записал 15 новых песен, которые сам сочинил.
Выступал с гастролями более чем в 40 странах мира — от Болгарии до Камбоджи и Сейшельских островов.

## Творчество

### Альбомы[10]
- 1999 — Невозможно жить, не любя
- 2004 — Нам снова 25
- 2007 — Буду я с тобой
- 2010 — Блюз моей души
- 2013 — Последний
- 2015 — Послесловие[7]

### Самодеятельность
1972 — Лауреат конкурса «Алло, мы ищем таланты!» (г. Москва), освоил бас-гитару.

### Профессиональная сцена
- 1973—1974 — Горьковская филармония, ВИА «Современник»
- 1974—1988 — Куйбышев, филармония, ВИА «Синяя птица»
- 1974 — Запись песни «Там, где клён шумит». Бас-гитара, лидер-вокалист
- 1976 — Гастроли на БАМе
- 1978 — Лауреат всесоюзного конкурса артистов эстрады
- 1979 — Лауреат международного конкурса «Братиславская лира» (Чехословакия)
- 1980 — Лауреат конкурса «Ален Мак» (Болгария)
- 1981 — Гастроли в Анголе
- 1985 — Участник Всемирного фестиваля молодёжи и студентов (Москва)
- 1985 — Концерты для воинов-интернационалистов в Афганистане: Кабул, Шинданд, Кандагар, Джелалабад
- 1985 — Гастроли: Вьетнам, Лаос, Камбоджа
- 1985 — Гастроли: Танзания, Кения, Сейшельские Острова, Эфиопия, Конго, Бенин, Того
- 1986 — Фестиваль «Рок в борьбе за мир», г. Соколова (Чехословакия)
- 1987 — Фестиваль Советско-Индийской дружбы
- 1988 — Концерты для воинов-интернационалистов в Афганистане: Кабул, Баграм, Герат
- 1989 — После ухода из «Синей птицы» — вокалист группы «Красная площадь» (ранее — «Галактика»). Гастроли в ФРГ
- 1990 — Гастроли в США
- 1991 —1998 — Сольная карьера, запись в студиях, выпуск магнитоальбома
- 1999 — Первая попытка возродить легендарный ансамбль
- 2002 — Создание группы «Синяя птица Сергея Дроздова»[1][4].

## Семья
Жена Сергея Дроздова — Ирина Дроздова (Воробьёва) (род. 1955), хореограф, работала в ансамбле художником по свету, позже сопровождала супруга в гастрольных поездках в качестве администратора. Прожили вместе 35 лет.
Дочь Алёна (род. 1981), внучка Алиса (род. 6 апреля 2011).
Сергей Дроздов жил в Тамбове на улице Набережной, в доме 14А. В память о самобытном исполнителе на доме установлена мемориальная доска со словами наиболее популярной его песни «Там, где клён шумит над речной волной…». Дружил с Вячеславом Малежиком, певцов роднило общее лирико-романтическое амплуа в эстрадной песне.
Увлекался рыбалкой.

## Болезнь и смерть
В феврале 2012 года врачи установили у Сергея тяжёлое заболевание — рак лёгкого. Певец прошёл пять курсов химиотерапии, однако болезнь оказалась сильнее. Его последний концерт состоялся в мае в Дюссельдорфе.
Скончался 18 ноября 2012 года у себя дома в Тамбове. Похоронен на Донском кладбище Тамбова.